# Кані Гарсія
Кані Гарсія (*25 вересня 1982, Тоа-Баха, США) — американська співачка. Багаторазова володарка премії Латиноамериканське Греммі.

## Особисте життя
13 лютого 2016 року Гарсія публічно оголосила, що перебуває в одностатевих стосунках зі своїм особистим тренером Джоселін Трош. 25 грудня 2019 року Гарсія оголосила, що вони з Джоселін Трош одружені.

## Дискографія

### Альбоми
- Cualquier Día (2007)
- Boleto de Entrada (2009)
- Kany Garcia (2012)
- Limonada (2016)
- Soy Yo (2018)
- Contra el Viento (2019)
- Mesa Para Dos (2020)